# 阮景異
阮景異（越南语：／，？—1414年），越南后陈朝将领。
阮景異是乂安镇青漳县人，其父为简定帝的大将阮景真。1409年，简定帝听信谗言，将阮景真与另一位重要将领邓悉一同杀害。阮景异愤愤不平，与邓悉之子邓容率部离去，在支罗县另立入内侍中陈季扩为帝，是为重光帝，与简定帝对抗。阮景异被封为太保。
1410年（永乐八年）五月，阮景異追随重光帝進軍下洪邏津，破明朝都督江浩軍，乘勝追击到平灘，焚毀明军船寨殆盡。
1412年（永乐十年），张辅、沐晟率军攻打乂安，与后陈朝军队在谟渡相遇。同平章事邓容和张辅都殊死搏斗，不分胜负；但阮景异和太傅阮帅却坐船逃入海中，致使邓容兵败，重光帝被迫退回乂安。翌年，阮帥、阮景異随重光帝率军過海袭击雲屯，掠取沿海一带的粮食。
1414年，明军在蔡茄之戰中大破后陈朝主力，重光帝逃亡老挝。不久，阮景异与邓容相继被张辅俘虏。阮景异大骂张辅，被杀。